# アラビア石油
アラビア石油株式会社（アラビアせきゆ、ARABIAN OIL COMPANY, LTD.）は、石油や天然ガスの鉱業資源開発事業やクウェートからの原油購入・販売を主業務としていた日本の石油開発企業である。　

## 概要
1958年（昭和33年）に「アラビア太郎」あるいは「山師太郎」などと呼ばれた山下太郎が設立した。国策油田を持とうと設立された石油業界の結束企業だった。「日の丸油田」と呼ばれる日本の自主開発油田をサウジアラビアやクウェートなどから獲得し、日本の自主開発油田の約50%を占める採掘を行い、石油の安定供給に貢献してきた。
大規模海底油田カフジ油田は、硫黄（いおう）含有量が多く、重質油であった。需要先と協力して排煙脱硫装置を設置するなどの努力を重ねるとともに、1971年（昭和46年）重質油の分解処理に携わるユリカ工業を設立した。
1968年（昭和43年）から1985年（昭和60年）の間、国内経常利益ベストテン企業に登場し、1974年 - 1976年（昭和49年 - 51年）、1979年 - 1980年（昭和54年 - 55年）の間、経常利益でトヨタ自動車などを抑え首位であった。
その後、サウジアラビアとクウェートとの石油利権協定を延長するための交渉が行われてきた。サウジアラビアとの交渉では、利権更新の条件として日本の負担による鉱山鉄道の建設・運営を求めるサウジアラビア側と、採算の問題から難色を示す日本側との交渉が難航。結局、石油利権の更新はならず、2000年（平成12年）にサウジアラビアの採掘権を失った。この結果、日量約30万バレルの権益の半分がサウジアラビアに接収されることになった。
2003年（平成15年）にはクウェートの採掘権を失った。ただし、クウェートとは2023年までの原油売買契約が結ばれている。以降はクウェートを中心にオペレーターを務める企業などに技術者を派遣する形で事業の継続を行ってきた。また同2003年（平成15年）、富士石油と経営統合し、持株会社のAOCホールディングスを設立、富士石油とともにその子会社となった。
2008年（平成20年）にクウェートとの技術サービス契約が終了し、事業規模が縮小。
2012年（平成24年）12月、持株会社AOCホールディングスは、石油・天然ガスの開発・生産事業（石油上流事業、"アップストリーム"）からの事実上の撤退を発表。
2013年（平成25年）4月1日、会社分割によりJX日鉱日石開発テクニカルサービス株式会社を設立し、石油上流事業関連の人員を承継した上で、その全株式をJX日鉱日石開発（現・ENEOS Xplora）株式会社に譲渡した。
2013年（平成25年）にAOCホールディングスは富士石油株式会社となり、富士石油の子会社となったが、2025年4月1日付で富士石油に吸収合併し解散した。

## 沿革
- 1957年（昭和32年）12月 - 日本輸出石油株式会社がサウジアラビアで採掘権を獲得。
- 1958年（昭和33年）
  - 2月 - アラビア石油株式会社設立。日本輸出石油からサウジアラビアの利権を継承。
  - 7月 - クウェートでの採掘協定締結（発行日より44年半）。
- 1960年（昭和35年）1月 - 大規模海底油田発見。カフジ油田（サウジアラビア）命名（2月28日公式宣言）。
- 1961年（昭和36年）
  - 2月 - カフジ原油原油生産開始。
  - 3月 - 原油の積出し開始。
  - 4月 - 資本金を250億円に増資。
  - 10月 - 東京証券取引所、大阪証券取引所第二部に株式を上場。
- 1963年（昭和38年）11月 - 新油田発見。フート油田（サウジアラビア）と命名
- 1967年（昭和42年）
  - 2月 - 新油田発見。ルル油田と命名（未開発）。
  - 11月 - ガス田発見。ドラ・ガス田と命名（未開発）。
- 1970年（昭和45年）
  - 2月 - 東京証券取引所、大阪証券取引所市場第一部に指定替え。
  - 7月 - 中立地帯陸上行政権分割。
- 1974年（昭和49年）8月 - クウェートと60％事業参加協定締結、同年1月に遡及して実施。
- 1981年（昭和56年）1月 - サウジアラビアと60％事業参加覚書締結、74年1月に遡及して実施
- 1990年（平成2年）6月 - ノルウェー・ギダ油田生産開始。
- 1991年（平成3年）1月 - 湾岸戦争により、約4ヶ月間停止操業。
- 1993年（平成5年）10月 - 中国南シナ海珠江口沖陸豊13-1油田生産開始。
- 2000年（平成12年）2月 - サウジアラビアでの採掘権契約終了、2003年（平成15年）1月までアラムコ・ガルフ・オペレーションズ・カンパニーと共同操業。
- 2003年（平成15年）
  - 1月 - クウェートでの採掘権契約終了、クウェートでの技術サービス契約、原油売買契約、融資契約を締結。
  - 1月 - 持株会社AOCホールディングスを設立し、富士石油株式会社と経営統合。
  - 5月 - AOCエネルギー開発株式会社を吸収合併。
- 2004年（平成16年）
  - 6月 - ノルウェー・ギダ油田生産開始
  - 11月 - 米国メキシコ湾ミシシッピー・キャニオン487鉱区ガスコンデンセート生産開始。
- 2005年（平成17年）
  - 2月 - エジプト石油公社よりエジプト・アラブ共和国スエズ湾のノースウェスト・オクトーバー鉱区を落札。
  - 6月 - イラク石油省と技術協力に関する覚書を締結。
  - 7月 - エジプト政府およびエジプト石油公社と同国スエズ湾ノースウェスト・オクトーバー鉱区の石油・ガス開発に関する生産分与契約を締結。
- 2006年（平成18年）
  - 9月 - エジプト・スエズ湾ノースウェスト・オクトーバー鉱区において試掘成功。
  - 10月 - イラク石油省と技術協力に関する覚書を更新。
- 2008年（平成20年）
  - 1月 - クウェートでの技術サービス契約が期間満了により終了。
  - 3月 - エジプト・スエズ湾サウス・ゼイト・ベイ鉱区の権益を放棄（試掘失敗による）。
- 2009年（平成21年）2月 - 中国の陸豊13-1油田の商業生産終了。
- 2010年（平成22年）1月 - クウェートとの原油売買契約の規模を日量10万バーレルから4万バーレルに変更。
- 2013年（平成25年）
  - 1月 - クウェートとの原油売買契約の規模を日量2万バーレルに変更。
  - 3月 - 資本金を1億円に減資。
  - 4月 - 会社分割によりJX日鉱日石開発テクニカルサービス株式会社を設立し、石油・天然ガスの開発・生産事業関連の人員を承継した上で、その全株式をJX日鉱日石開発株式会社に譲渡。
  - 5月 - 開発中のノルウェー領北海イメ油田の権益を持つ現地法人Norske AEDC ASをクウェイト石油公社の孫会社に売却することを発表[7]。
- 2025年（令和7年）
  - 4月 - 富士石油に吸収合併されて解散。

## 事業所
- 本社 - 東京
- 支店 - エジプト

## 関連人物
- 山下太郎 - 創業の中心人物
- 石坂泰三 - 財界人
- 桜田武 - 財界人
- 小林中 - 財界人
- 水野惣平 - 山下太郎の子、アラ石社長
- 岡崎勝男 - 外務官僚、外務次官
- 椙杜正太郎 - 通産官僚
- 大滋弥嘉久 - 通産官僚、通産次官
- 江口裕通 - 通産官僚、防衛庁装備局長
- 小長啓一 - 通産官僚、通産次官
- 福川伸次 - 通産官僚、通産次官
- 坂本吉弘 - 通産官僚、通産審議官
- 前田高行 - アラ石社員、ジェトロリヤド所長
- 藤井孝男 - アラ石社員、運輸大臣
- 仁賀克雄 - アラ石社員、作家・英米文学翻訳家
- 庄司太郎 - アラ石社員、作家〈著書に「アラビア太郎と日の丸原油」〉